# Devin Davis (cestista 1974)
Devin Lavall Davis (Miami, 27 dicembre 1974) è un ex cestista statunitense con cittadinanza spagnola, professionista nella NBDL, in Europa e in Sudamerica.

## Palmarès

### Squadra
- Copa Príncipe de Asturias: 1

Breogán: 2008

### Individuale
- Miglior rimbalzista CBA (1998)